# Svraka
Svraka, svraka maruša (lat. Pica pica), često i dugorepa svraka, je vrsta ptice iz porodice vrana, reda vrapčarki. Nastanjuje velike dijelove Euroazije, sjeverne Afrike i sjeverne Amerike. U Europi ju se često sreće u naseljima, gdje ju i laici lako prepoznaju po izrazito crno-bijelom perju i dugom repu. Sastavljene su i mnoge pjesme o svraki te je se često prikazuje u europskoj kulturi. Ne nastanjuju Island.

## Opis
Svraka ima dugo tijelo koje se lako prepoznaje po bijelim krilima i crnom tijelu. Na donjem dijelu leđa perje je tamnoplave boje i metalnog odsjaja. Uglavnom je duga od 40 do 51 cm i teška od 180 do 270 g. Ima crni kljun za hvatanje kukaca i drugih sitnih životinja. Njezin rep također je crn.

### Prehrambene navike
Svraka se hrani kukcima, malim sisavcima, jajima i mladim pticama.

### Razmnožavanje
Razmnožavanje se većinom odvija u travnju. Ženka u gnijezdo snese od 5 do 8 jaja te na njima sjedi nekoliko tjedana. Iz njih se izlegu ptići koji nemaju perje. Nakon nekoliko dana, ptići već imaju crno-bijelo perje.

## Drugi projekti
|  | Zajednički poslužitelj ima stranicu o temi Svraka |
|  | Wikivrste imaju podatke o taksonu Svrakama        |